# Isles-sur-Suippe
Isles-sur-Suippe település Franciaországban, Marne megyében. Lakosainak száma 979 fő (2022. január 1.). Isles-sur-Suippe L’Écaille, Ménil-Lépinois, Saint-Remy-le-Petit, Bazancourt, Lavannes, Pomacle és Warmeriville községekkel határos.

## Népesség
A település népességének változása:
| Lakosok száma | 529  | 713  | 635  | 738  | 823  | 866  | 898  | 928  | 946  | 979  |
|               | 1968 | 1982 | 1990 | 2006 | 2013 | 2015 | 2017 | 2019 | 2020 | 2022 |